# Acanthofrontia lithosiana
Acanthofrontia lithosiana là một loài bướm đêm thuộc phân họ Arctiinae, họ Erebidae.